# Йосиповка (Савранский район)
Йосиповка (укр. Йосипівка) — село, относится к Савранскому району Одесской области Украины.
Население по переписи 2001 года составляло 639 человек. Почтовый индекс — 273649. Телефонный код — 4865. Занимает площадь 3,03 км². Код КОАТУУ — 5124380402.

## История
В 1945 г. Указом ПВС УССР село Юзефовка переименовано в Йосиповка.